# Сясьстрой
Сясьстро́й — город (с 1992 года) в Волховском районе Ленинградской области. Административный центр Сясьстройского городского поселения.

## История
Посёлок Сясьстрой учитывается областными административными данными в составе Колчановской волости Волховского уезда как посёлок сельского типа с 1 января 1925 года, а как рабочий посёлок — с 1 мая 1927 года.
(По другим данным посёлок Сясьстрой был основан в 1926 году в связи со строительством Сясьского целлюлозно-бумажного комбината на месте небольшой деревни Носок.) 
Согласно данным переписи населения СССР 1926 года его население было многонациональным, кроме русских в посёлке проживали эстонцы, латыши, литовцы и немцы.
С августа 1927 года — в составе Подрябинского сельсовета.
С ноября 1928 года — в составе Сясьстройского поссовета.

Посёлок Сясьстрой на карте 1940 года

С марта 1946 года — в составе Новоладожского района.
1 августа 1961 года в черту рабочего посёлка Сясьстрой было включено село Сяськие Рядки.
С 1963 года в подчинении Волховского горсовета. С 1965 года в подчинении Волховского района.
17 февраля 1992 года указом президиума Верховного совета РСФСР № 2365-1 рабочий посёлок Сясьстрой был отнесён к категории городов районного подчинения.
По меньшей мере с 2013 года деревянные жилые дома, составляющие центр застройки Сясьстроя, признаются аварийными. За это время, по данным на апрель 2024 года, к таковым причислили 135 домов. 50 из них уже снесли. Взамен были построены два четырехэтажных жилых дома — один в 2022 году в квартале между Новой улицей, улицами Культуры и Карла Маркса, другой в 2024 году в квартале между улицами Бумажников, 25 Октября, Кольцевой и Советской.

## География
Город расположен в северной части района на автодороге Р21 (E 105) «Кола» (Санкт-Петербург — Петрозаводск — Мурманск).
Расстояние до районного центра города Волхов — 40 км. Расстояние до Санкт-Петербурга — 152 км.
Расстояние до ближайшей железнодорожной станции Лунгачи — 5 км.
Город находится близ берега Ладожского озера на реках Сясь и Валгомка.

## Население
| 1926    | 1931    | 1932    | 1933    | 1935    | 1939    | 1943    | 1945    | 1949    |
| ------- | ------- | ------- | ------- | ------- | ------- | ------- | ------- | ------- |
| 573     | ↗3900   | ↗4100   | ↗5900   | ↘5800   | ↗7364   | ↘2181   | ↗3460   | ↗5809   |
| 1959    | 1970    | 1979    | 1988    | 1989    | 1992    | 1996    | 1997    | 1998    |
| ↗7178   | ↗12 915 | ↗17 541 | ↗18 000 | ↘16 122 | ↗16 200 | ↘14 800 | ↘14 500 | ↘14 400 |
| 2000    | 2001    | 2002    | 2003    | 2005    | 2006    | 2007    | 2008    | 2009    |
| ↘14 300 | ↘14 200 | ↘13 969 | ↗14 000 | ↘13 700 | ↘13 400 | →13 400 | ↘13 300 | ↘13 146 |
| 2010    | 2011    | 2012    | 2013    | 2014    | 2015    | 2016    | 2017    | 2018    |
| ↗13 745 | ↘13 700 | ↘13 648 | ↘13 498 | ↗13 637 | ↘13 305 | ↘13 211 | ↘13 006 | ↘12 824 |
| 2019    | 2020    | 2021    | 2023    | 2024    | 2025    |         |         |         |
| ↘12 549 | ↘12 403 | ↗12 566 | ↘12 417 | ↘12 283 | ↘12 229 |         |         |         |

На 1 января 2025 года по численности населения город находился на 851-м месте из 1124 городов Российской Федерации.

### Национальный состав
Согласно данным Всероссийской переписи населения 2021 года в городе проживали 12 566 человек, из них:
 русские — 11 930, азербайджанцы — 35, украинцы — 23, белорусы — 11, таджики — 7, грузины — 5, татары — 5, марийцы — 4, казахи — 3, молдаване — 3, поляки — 3, испанцы — 2, коми — 2, удмурты — 2, финны — 2, аварцы — 1, армяне — 1, афганцы — 1, башкиры — 1, болгары — 1, евреи — 1, немцы — 1, туркмены — 1, узбеки — 1, чуваши — 1, эстонцы — 1, другие национальности — 167 человек, остальные национальность не указали.

## Экономика

### Промышленность
- ОАО «Сясьский ЦБК»[38]
- ООО «Форза Марин»
- ОАО «Волховхлеб»
- ЗАО «Новая Голландия»[39]
- ООО «Агрофирма „Скиф“»

### Другие предприятия
- ООО «Химпром»
- ОАО «Сясьский Торговый Дом»
- МУП «Сясьстройские Коммунальные Системы»
- ООО «Сясьстройский Жилищно-Коммунальный Сервис»
- ООО «Север»
- МУ «Сясь-Парк»

### Торговля
- Универсамы «Пятёрочка», «Магнит»
- Салоны связи «Евросеть», «МТС»
- Фирменный магазин Великолукского мясокомбината
- Фирменный магазин «Волховхлеб»
- Аптеки «Невис»
- Магазин хозтоваров «Улыбка радуги»
- Fix Price
- Торговые комплексы «ЦентR» и «Дом Быта»

### Банки
- «Сбербанк России»

## Достопримечательности
- Археологические объекты: стоянка на реке Валгомка, стоянка у деревни Рогожа (век «раннего металла»)
- Церковь Успения Пресвятой Богородицы
- Памятные столбы Новоладожского и Староладожского каналов
- Особняк Яковлева (дом купца Каялина)
- Успенская часовня
- Памятник В. И. Ленину
- Памятник Герою Советского Союза П. Е. Лаврову

В Сясьских Рядках (исторический район Сясьстроя) существует колодец, названный Суворовским. В 1764—1768 годах Суздальский 62-й пехотный полк под началом прославленного полководца располагался в городе Новая Ладога. Под командованием А. В. Суворова полк часто проводил летние учения в Сясьских Рядках.

## Фото

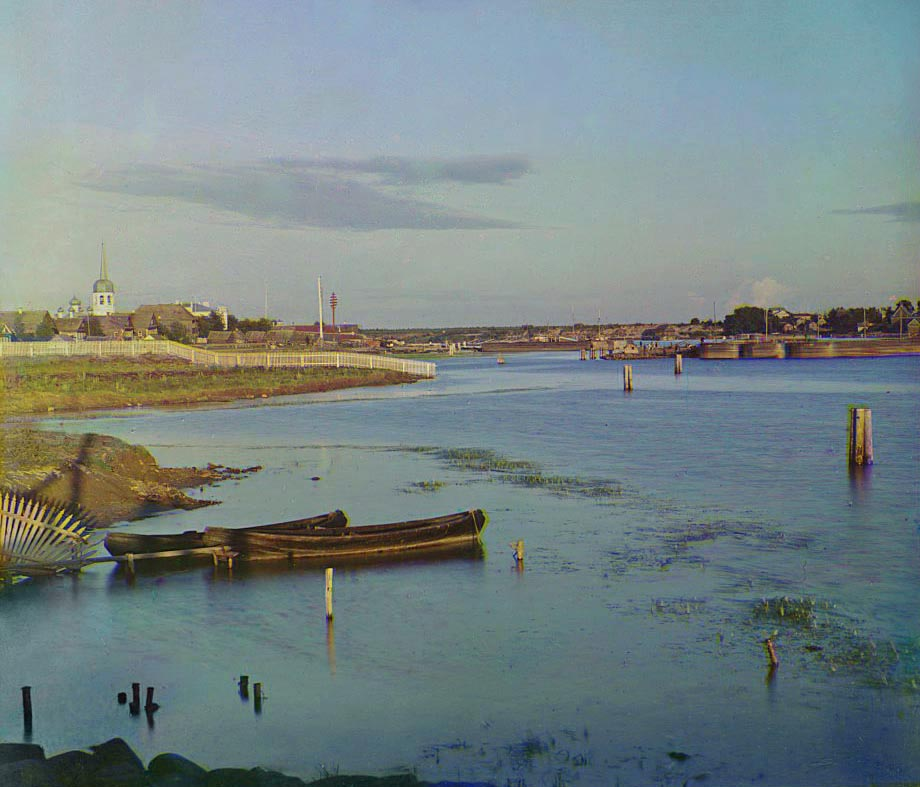
Сясьские Рядки. Рыбачье поселение. 1909 год. С. М. Прокудин-Горский

## Связь
Свои коммуникационные услуги для населения предоставляют операторы мобильной связи: «МегаФон», «Билайн», «МТС», «Tele2» и «Скай Линк».
Интернет-провайдеры: «Ростелеком», «Волхов-Онлайн», «Мегафон», и «Сясь-ТВ».

## СМИ

### Газеты
- «Сясьский рабочий»

### Телевидение
| Название канала | Номер канала |
| --------------- | ------------ |
| «Первый канал»  | 6            |
| «Россия-1»      | 9            |

Работает также кабельное телевидение компании «Сясь-ТВ».

### Радио
- 88,2 FM — Радио Ваня
- 102,2 FM — Дорожное радио
- 104,6 FM — Питер FM

## Сясьский целлюлозно-бумажный комбинат
Градообразующим предприятием является Сясьский целлюлозно-бумажный комбинат, с основанием которого и было связано возникновение нынешнего города в 1926 году.
Осенью 1969 года на комбинате начался первый в СССР массовый выпуск туалетной бумаги.
В мае 2008 года на комбинате была проведена реконструкция, в которую было вложено более 650 млн рублей: запущена новая бумагоделательная машина итальянской компании Over Meccanica производительностью 26 900 тонн бумаги-основы в год.